# Liste der Gebietsänderungen in Sachsen 2007
Die Liste der Gebietsänderungen in Sachsen 2007 enthält Änderungen an Gemeindegebieten des Freistaats Sachsen in der Zeit vom 1. Januar 2007 bis zum 31. Dezember 2007. Dazu zählen unter anderem Zusammenschlüsse und Trennungen von Gemeinden, Eingliederungen von Gemeinden in eine andere, Änderungen des Gemeindenamens und Umgliederungen von Teilen einer Gemeinde in eine andere.

In Sachsen kam es im Jahr 2007 zu 14 Gemeindegebietsänderungen, davon sieben Eingliederungen, drei Namensänderungen, drei Umgliederungen, sowie ein Zusammenschluss von Gemeinden. Von den entstandenen Gemeinden existieren heute noch 13, die anderen wurden durch spätere Gebietsänderungen aufgelöst.

## Legende
- Datum: juristisches Wirkungsdatum der Gebietsänderung
- Gemeinde vor der Änderung: Gemeinde vor der Gebietsänderung
- Gebietsänderung: Art der Gebietsänderung
- Gemeinde nach der Änderung: Gemeinde nach der Gebietsänderung
- Landkreis: Landkreis der Gemeinde nach der Gebietsänderung
- OT: Ortsteil

Die Sortierung erfolgt chronologisch: Datum, kreisfreie Städte, Landkreise, aufnehmende oder neu gebildete Gemeinde. Heute noch bestehende Gemeinden sind farbig unterlegt.

## Liste der Gebietsänderungen
| Datum      | Gemeinde vor Änderung                                                                              | Gebietsänderung    | Gemeinde nach Änderung | Landkreis                           |
| ---------- | -------------------------------------------------------------------------------------------------- | ------------------ | ---------------------- | ----------------------------------- |
| 01.01.2007 | Gahlenz                                                                                            | Eingliederung nach | Oederan                | Freiberg                            |
| 01.01.2007 | Auerbach/Vogtl. 25,2 Hektar                                                                        | Umgliederung nach  | Falkenstein/Vogtl.     | Vogtlandkreis                       |
| 01.01.2007 | Falkenstein/Vogtl. 25,47 Hektar                                                                    | Umgliederung nach  | Auerbach/Vogtl.        | Vogtlandkreis                       |
| 01.01.2007 | Falkenstein/Vogtl. 0,07 Hektar                                                                     | Umgliederung nach  | Ellefeld               | Vogtlandkreis                       |
| 01.01.2007 | Rittersgrün mit Ehrenzipfel, Globenstein, Tellerhäuser, Zweibach                                   | Eingliederung nach | Breitenbrunn/Erzgeb.   | Aue-Schwarzenberg                   |
| 01.01.2007 | Hirschfelde mit Drausendorf, Wittgendorf, Dittelsdorf, Schlegel                                    | Eingliederung nach | Zittau                 | Löbau-Zittau                        |
| 01.01.2007 | Straßgräbchen                                                                                      | Eingliederung nach | Bernsdorf              | Kamenz                              |
| 01.01.2007 | Leippe-Torno mit Johannisthal, Leippe, Torno                                                       | Eingliederung nach | Lauta                  | Kamenz                              |
| 15.06.2007 | Klingenthal/Sa.                                                                                    | Namensänderung zu  | Klingenthal            | Vogtlandkreis                       |
| 15.06.2007 | Oelsnitz                                                                                           | Namensänderung zu  | Oelsnitz/Vogtl.        | Vogtlandkreis                       |
| 29.06.2007 | Leipzig 149,33 Hektar                                                                              | Umgliederung nach  | Schkeuditz             | Delitzsch                           |
| 29.06.2007 | Krostitz 77,88 Hektar                                                                              | Umgliederung nach  | Leipzig                | −                                   |
| 29.06.2007 | Rackwitz 46, 24 Hektar                                                                             | Umgliederung nach  | Leipzig                | −                                   |
| 01.07.2007 | Kossa mit Durchwehna, Authausen, Görschlitz, Pressel, Laußig mit Gruna, Pristäblich                | Zusammenschluss zu | Laußig                 | Delitzsch                           |
| 01.08.2007 | Hohwald mit Berthelsdorf, Langburkersdorf, Niederottendorf, Oberottendorf, Rückersdorf, Rugiswalde | Eingliederung nach | Neustadt in Sachsen    | Sächsische Schweiz                  |
| 03.08.2007 | Tannenbergsthal/Vogtl.                                                                             | Namensänderung zu  | Tannenbergsthal        | Vogtlandkreis                       |
| 01.10.2007 | Uhyst mit Drehna, Mönau, Rauden                                                                    | Eingliederung nach | Boxberg/O.L.           | Niederschlesischer Oberlausitzkreis |

## Quelle
- Statistisches Landesamt Sachsen: Gebietsänderungen ab 1. Januar 2000 bis 31. Dezember 2009 (XLSX-Datei; 40 kB)